# Lagenipora crenulata
Lagenipora crenulata är en mossdjursart som beskrevs av Gordon 1984. Lagenipora crenulata ingår i släktet Lagenipora och familjen Celleporidae. Inga underarter finns listade i Catalogue of Life.